# 京都市立神川中学校
京都市立神川中学校（きょうとしりつかみかわちゅうがっこう）は、京都府京都市伏見区にある公立中学校。

## 概要
神川中学校は桂川西岸の久我、羽束師地域の田園地帯にある。学校の東には桂川が流れ国道1号が通り、西には国道171号や東海道新幹線が走る。
この地域は近年住宅化が急速に進みそれに伴い現在も人口が増加している。
また、全校生徒数が近畿でトップ5に入るマンモス校である。

## 沿革
- 1978年（昭和53年） - 創立

## 交通アクセス
- 京阪中書島より、市バス[1][2]系統（免許試験場行き）
- 京都市営地下鉄竹田駅西口より、市バス[3]系統（JR長岡京東口行き）
- 阪急電鉄長岡天神駅より、阪急バス20・21番系統
- JR長岡京駅より、阪急バス20・21系統
- 京都市営バス、菱川[4]を降車徒歩3分
- 阪急バス[5]、樋爪口[6]を降車徒歩10分

## 通学区域
- 京都市立神川小学校の通学区域の全域。
- 京都市立久我の杜小学校の通学区域の全域。
- 京都市立羽束師小学校の通学区域の全域。

## 通学区域が隣接している学校
- 京都市立大淀中学校
- 京都市立洛水中学校
- 京都市立伏見中学校
- 京都市立洛南中学校
- 京都市立久世中学校
- 向日市立勝山中学校
- 長岡京市立長岡第三中学校